# Санкт-Файт-ан-дер-Глан
Санкт-Файт-ан-дер-Глан (нем. Sankt Veit an der Glan, словен. Šentvid ob Glini) — город  в Австрии, в федеральной земле Каринтия. 
Входит в состав округа Санкт-Файт.  Население составляет 13 033 человека (на 31 декабря 2005 года). Занимает площадь 89,73 км². Официальный код  —  2 05 27.

## Политическая ситуация
Бургомистр коммуны — Герхард Мок (СДПА) по результатам выборов 2003 года.
Совет представителей коммуны (нем. Gemeinderat) состоит из 31 места.
- СДПА занимает 21 место.
- АНП занимает 5 мест.
- АПС занимает 4 места.
- Зелёные занимают 1 место.

## Известные уроженцы, жители
Адис Яшич (нем. Adis Jasic; род. 12 февраля 2003) — австрийский футболист, полузащитник клуба «Вольфсберг».

## Фотографии

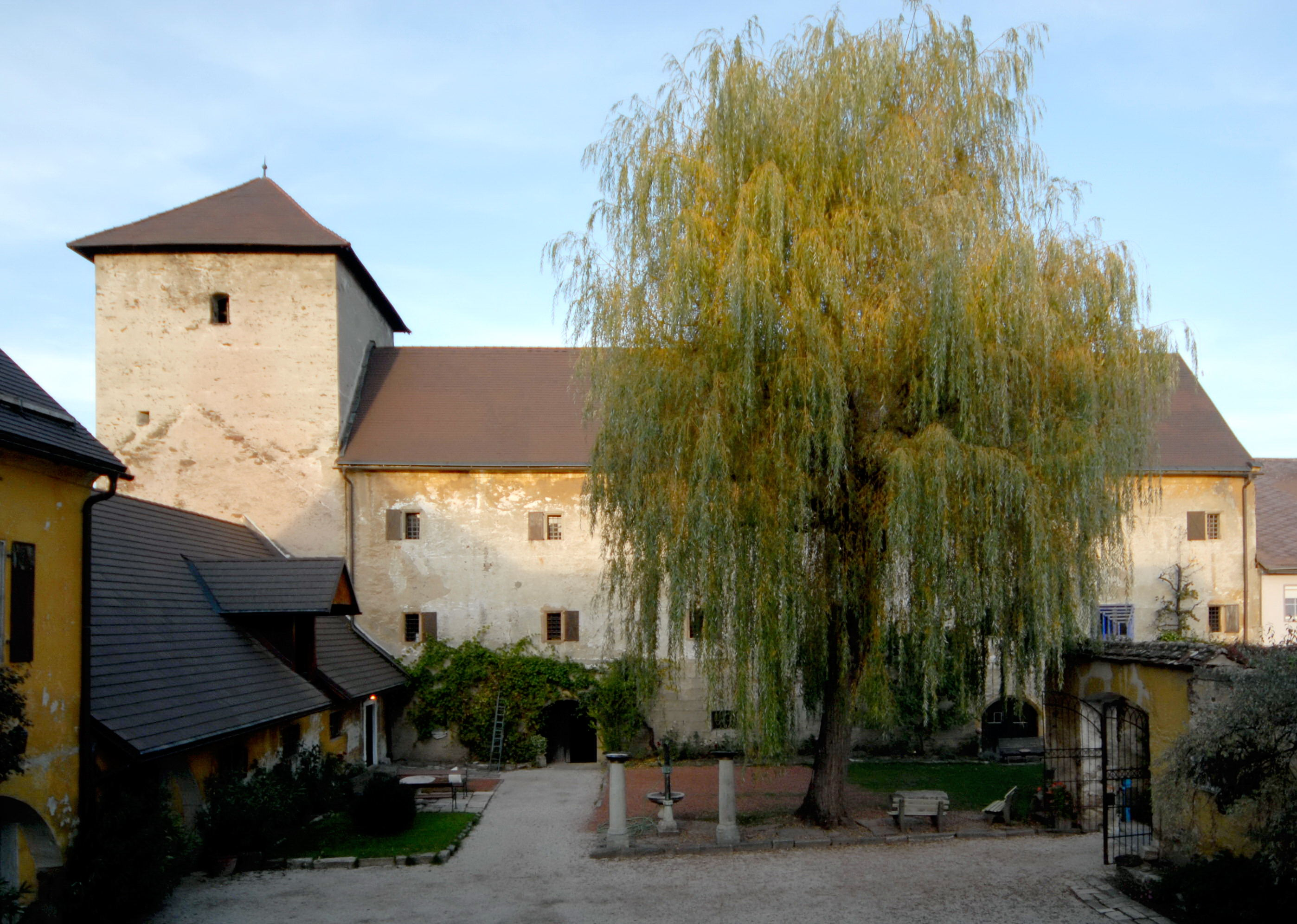
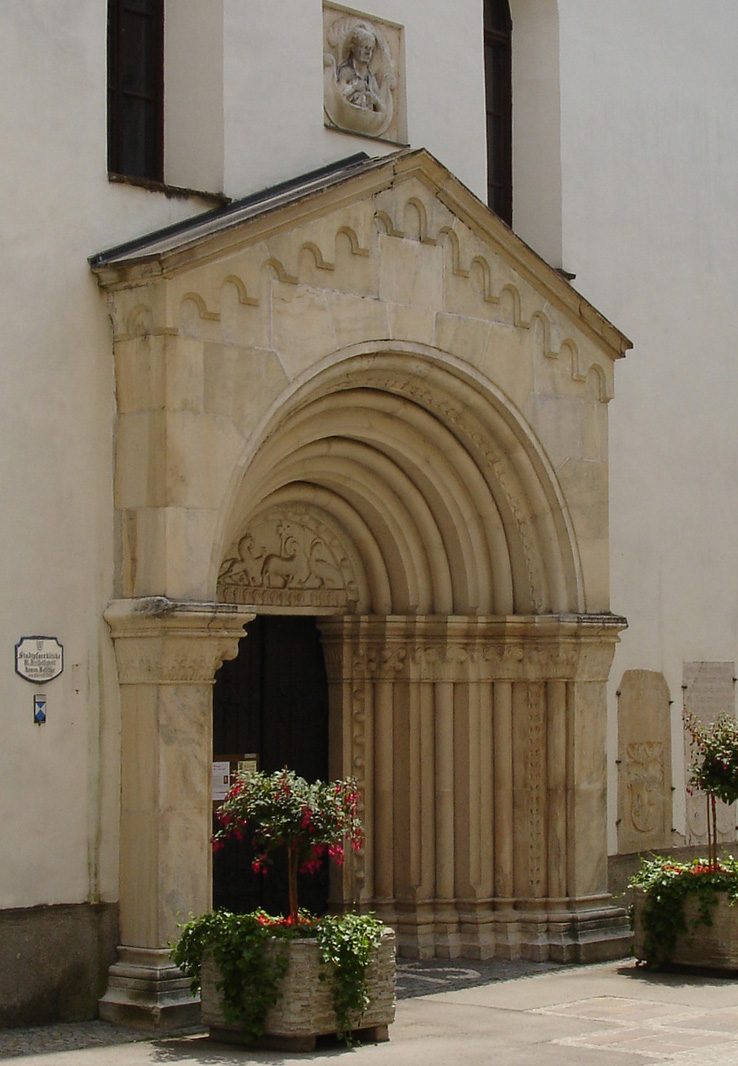
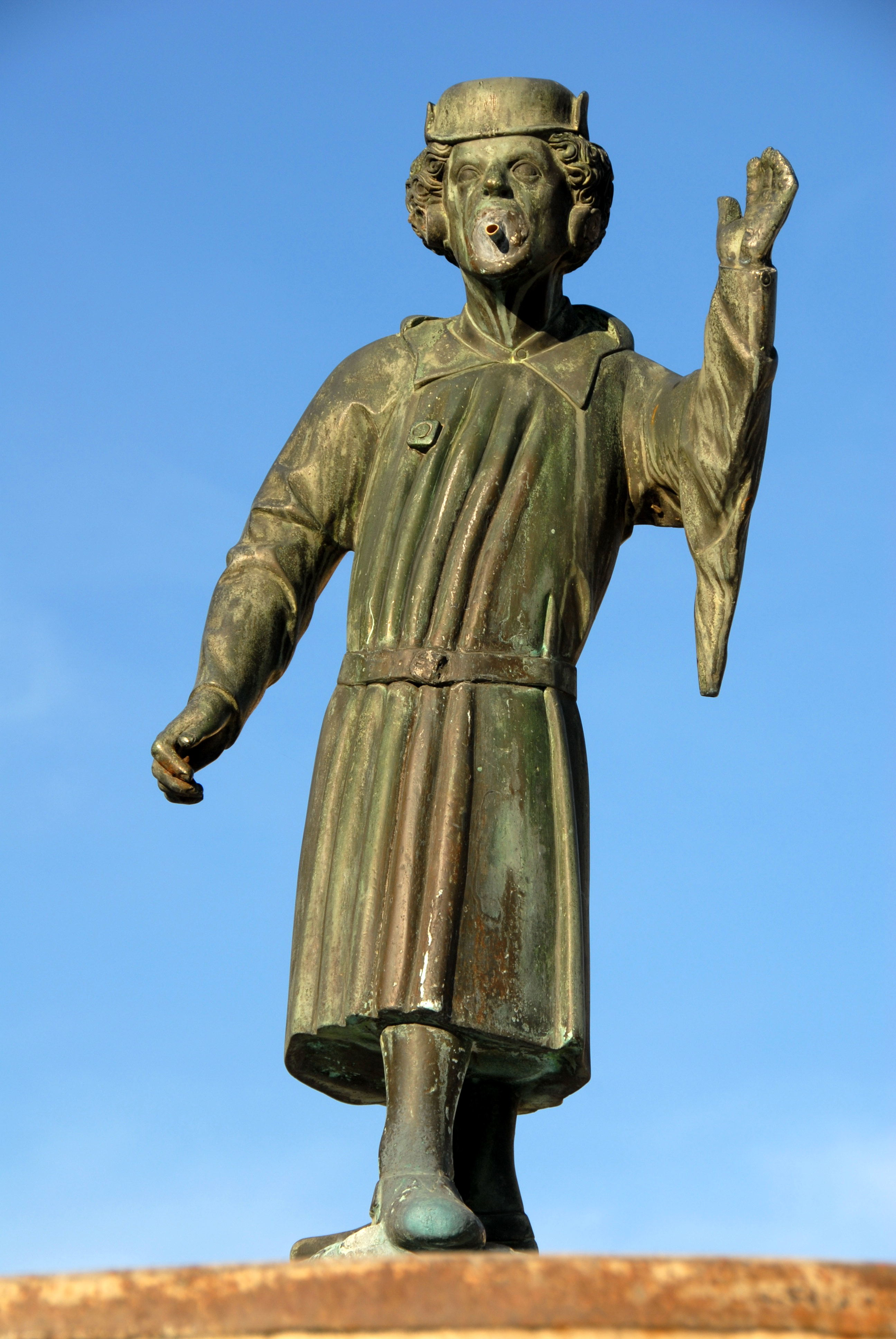
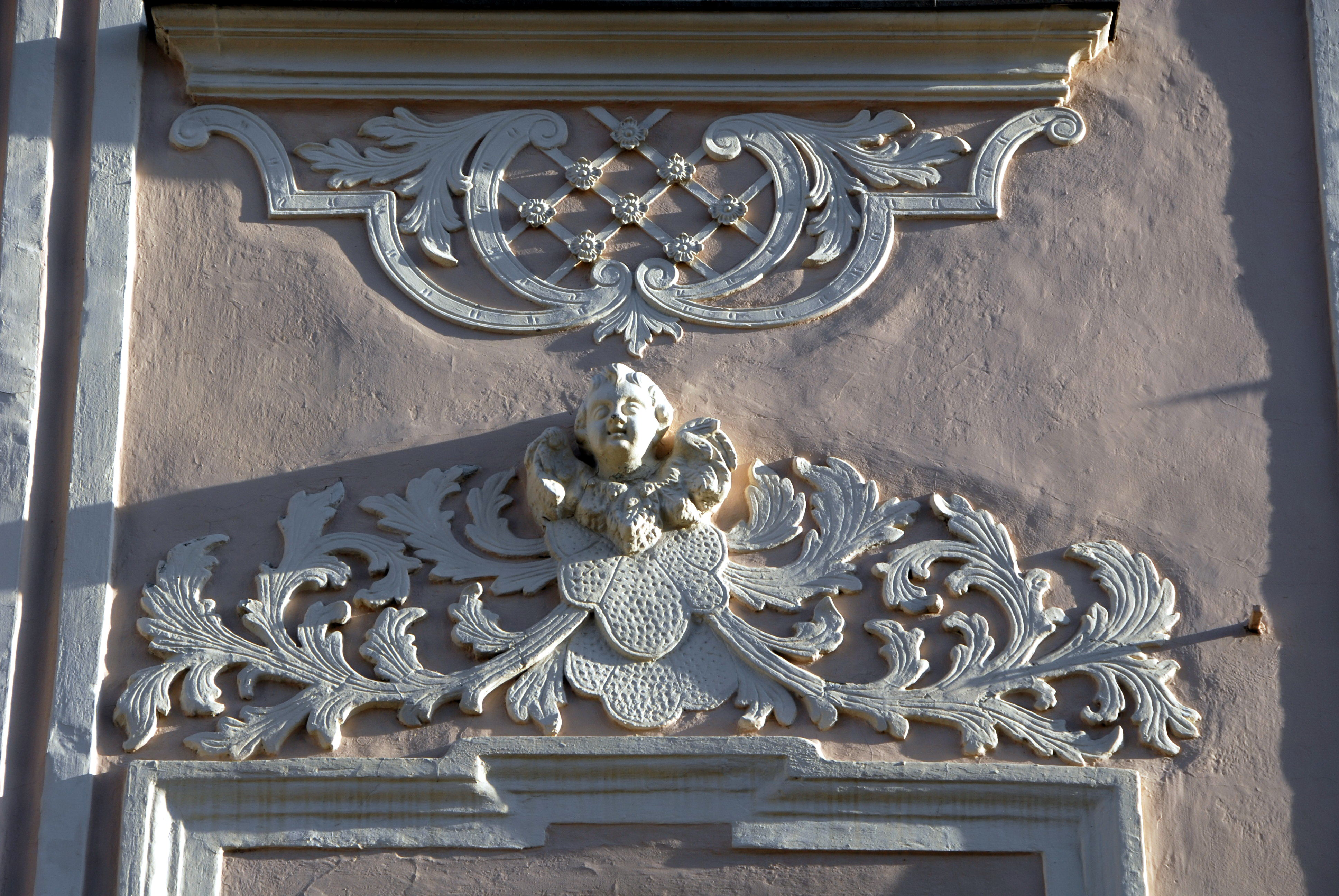
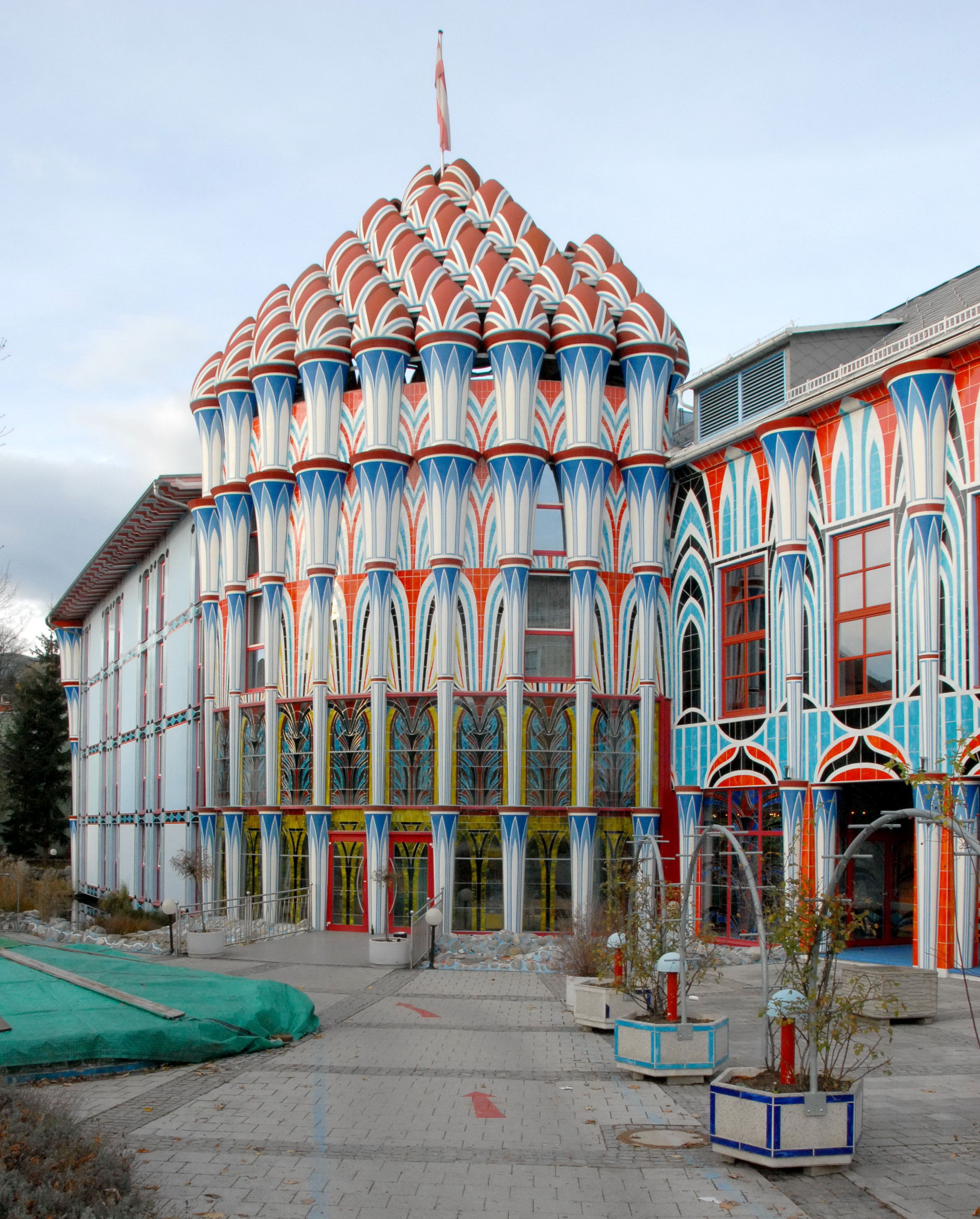
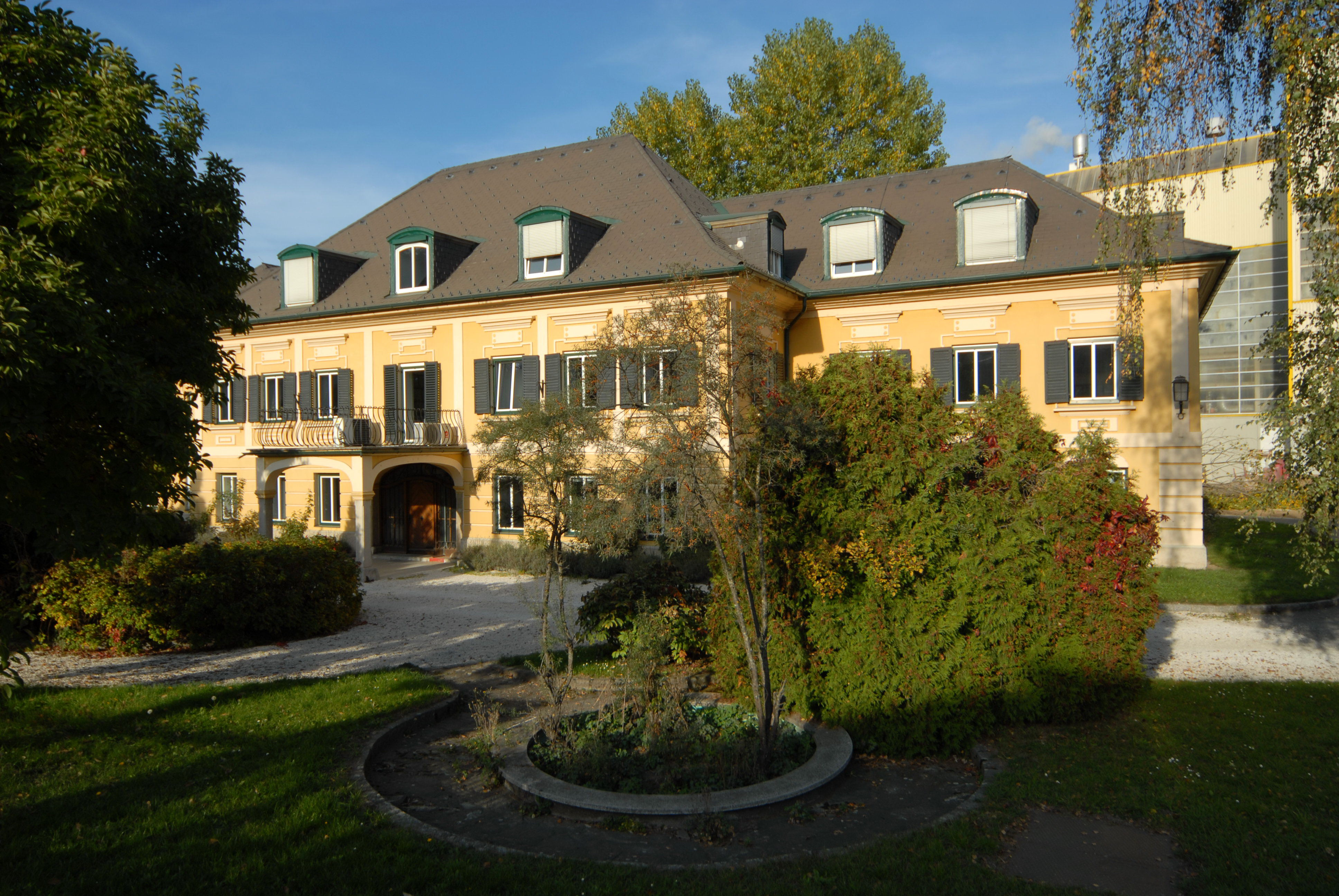
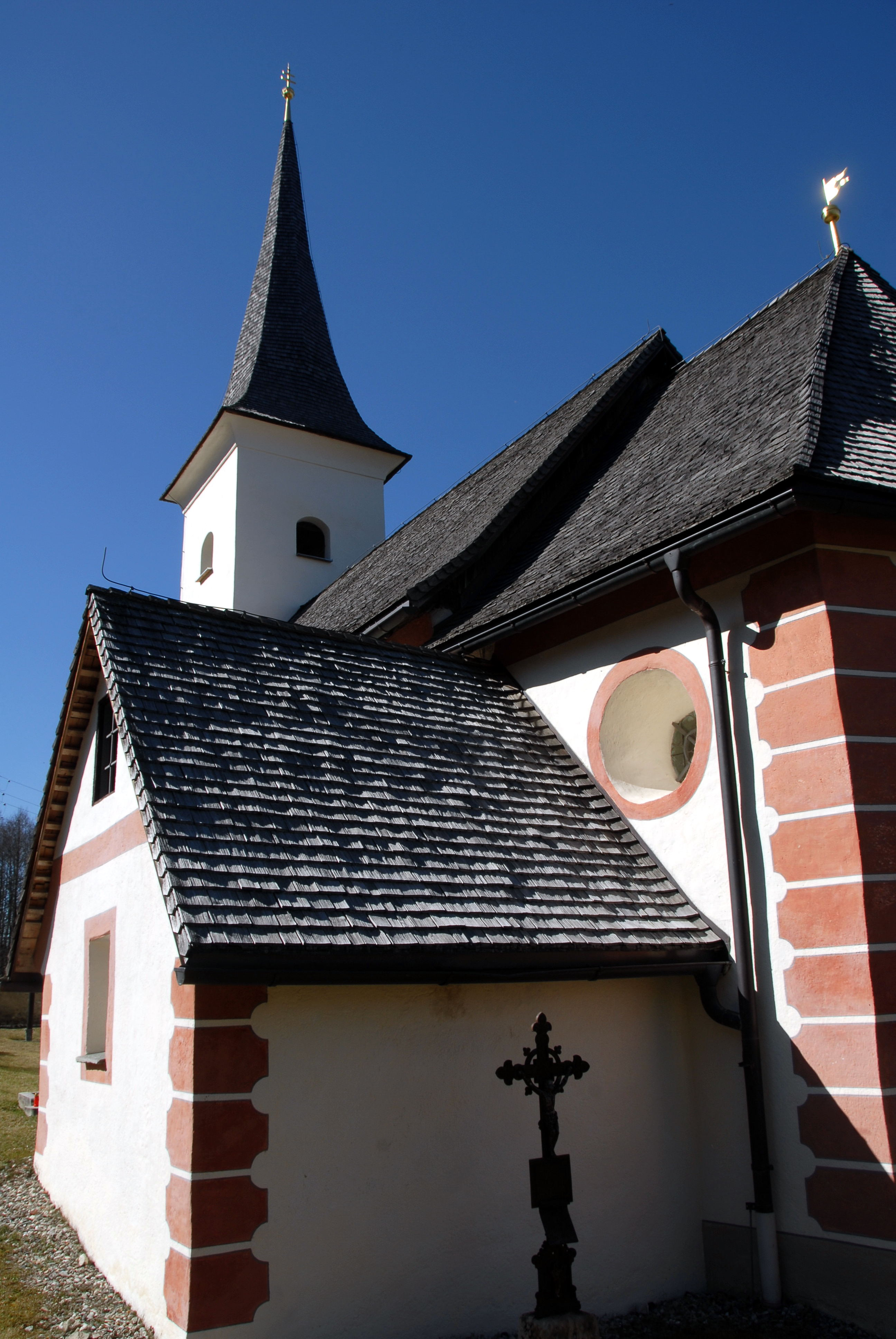